# Nachrichtendienste-Übermittlungsverordnung
Die Nachrichtendienste-Übermittlungsverordnung ist eine in Deutschland geltende Rechtsverordnung, die Bestimmungen zur Durchführung von Auskunftsverfahren nach den §§ 8a, 8b des Bundesverfassungsschutzgesetzes und nach den hierauf verweisenden Vorschriften im MAD-Gesetz und BND-Gesetz enthält. Diese Auskünfte können die Nachrichtendienste des Bundes in Einzelfällen bei Luftfahrtunternehmen, Computerreservierungssystemen und Globalen Distributionssystemen für Flüge, Kreditinstituten, Finanzdienstleistungsinstituten und Finanzunternehmen sowie Telediensten einholen, um gewaltorientierte verfassungswidrige Bestrebungen aufzuklären.

## Regelungsgegenstand
Die Verordnung enthält Regelungen zu folgenden Gegenständen:
- Trägermedien, Versandart und Verschlüsselung der zu übermittelnden Daten;
- Verfahren bei der Feststellung von Mängeln der angelieferten Daten;
- Abwicklung der Anfrage und der Beantragung der Entschädigung durch den Verpflichteten;
- Übermittlungsformat der Daten (grundsätzlich im XML-Format);
- Vereinbarung von Ausnahmen zwischen dem Nachrichtendienst und dem Verpflichteten sowie
- Entschädigung für den mit der Auskunft verbundenen Aufwand.